# Fals (Bages)
|  | Per al municipi francès, vegeu Fals (Occitània). |

Fals és una entitat de població del municipi de Fonollosa, a la comarca catalana del Bages.
El poble se situa en un gran pla entre les rieres de la Vall i de Rajadell, a 400 m d'altitud, al sud del terme municipal. S'estén des de la serra de Castelltallat a la riera de Rajadell, i des del cim de Cal Xamal fins a tocar del riu Cardener.
La meitat de la població habita al nucli, conegut com el raval, i l'altra meitat en cases disseminades i ravals. El nucli antic està format per un petit entramat de carrers estrets i cases construïdes a partir de finals del segle xviii, a tocar del qual s'ha alçat una zona urbana més moderna que compta amb una vintena de cases i un nombre semblant de parcel·les per edificar. L'impacte de la construcció de l'eix transversal (a 150 metres del nucli) i la seva proximitat a la capital de la comarca, així com el mateix creixement vegetatiu de la població autòctona, comporten la necessitat d'ampliar més la zona urbana.
El terme, originàriament anomenat Falchs, compta amb un dels monuments religiosos i militars més coneguts i vistosos de la comarca, les Torres de Fals. També cal destacar la presència d'ermites com Santa Maria del Grau i Sant Andreu, d'origen romànic; d'unes sepultures excavades a la roca i de paratges d'alt interès natural com la serra de Collbaix.
L'Associació Cultural i Recreativa, formada el 1978 i actualment amb més de 280 socis, és l'encarregada de gestionar la vida cultural i festiva del poble. Fins i tot dona cabuda a activitats de caràcter social i assistencial, com el Casal dels avis o l'Esplai Infantil. Organitza actes com el Pessebre Vivent del Bages, representacions i concursos teatrals, les caramelles, la cavalcada de Reis, la Nit Morta, la festa de Sant Vicenç, la Festa Major,..etc.